# The Movie Database
 (mai 2024).
Si vous disposez d'ouvrages ou d'articles de référence ou si vous connaissez des sites web de qualité traitant du thème abordé ici, merci de compléter l'article en donnant les références utiles à sa vérifiabilité et en les liant à la section « Notes et références ».
TMDB
The Movie Database (littéralement « La base de données cinématographique »), abrégé en TMDB, est une base de données en ligne sur le cinéma mondial et la télévision. TMDB restitue des informations concernant les films, les acteurs, les réalisateurs, les scénaristes et toutes personnes et entreprises intervenant dans l’élaboration d’un film, d’un téléfilm ou d’une série télévisée. L’accès aux informations publiques est gratuit. Créé en 2008 il est exclusivement basé sur sa communauté pour ajouter les informations (comme Wikipedia).
Le site propose aussi les affiches et des fanarts pour les médias.